# Aderus glaucescens
Aderus glaucescens es una especie de coleóptero de la familia Aderidae. Fue descrita científicamente por George Charles Champion en 1920.

## Distribución geográfica
Habita en Filipinas.